# Relations entre l'Inde et la Tunisie
Les relations entre l'Inde et la Tunisie sont les relations bilatérales de la république de l'Inde et de la République tunisienne.

## Histoire
Les relations diplomatiques entre l'Inde et la Tunisie sont établies en 1958. Historiquement, les dirigeants tunisiens ont fait l'éloge de la démocratie indienne et ont ouvertement reconnu le soutien de l'Inde à l'indépendance tunisienne. En 1963, la première mission diplomatique indienne résidente à Tunis est établie au niveau de chargé d'affaires. En 1976, elle est reclassée au rang d'ambassadeur. De son côté, la Tunisie ouvre son ambassade à New Delhi en 1981,.
La Première ministre indienne Indira Gandhi visite la Tunisie en avril 1984, et le Premier ministre Narasimha Rao en 1992. L'ancien Premier ministre Inder Kumar Gujral visite le pays en 1999. La première dame de Tunisie, Wassila Bourguiba, se rend en Inde en novembre 1982, suivie par le Premier ministre Mohamed Mzali en 1983,.
Le chef de la Marine nationale tunisienne assiste à la revue internationale de la flotte qui se tient à Visakhapatnam en février 2016.
Lors de la visite d'État du vice-président Mohammad Hamid Ansari en Tunisie, en août 2016, les deux pays signent deux protocoles d'accord pour promouvoir l'artisanat, ainsi que les technologies de l'information et l'économie numérique. Ansari rencontre également le chef du gouvernement tunisien, Habib Essid, et convient de renforcer la coopération dans la lutte contre le terrorisme. Essid déclare : « Nos relations sont très fortes, nos points de vue sont similaires ». Il a également confirmé que la Tunisie soutient la candidature de l'Inde à un siège permanent au sein d'un Conseil de sécurité des Nations unies réformé,.
Une statue du Mahatma Gandhi est dévoilée sur le campus de l'université de La Manouba par le gouverneur régional le 4 octobre 2016 ; il s'agit de la première statue d'un Indien en Tunisie.